# 6528 Boden
6528 Boden este un asteroid din centura principală de asteroizi.

## Descriere
6528 Boden este un asteroid din centura principală de asteroizi. A fost descoperit pe 21 martie 1993 la Observatorul La Silla în cadrul programului UESAC. El prezintă o orbită caracterizată de o semiaxă mare de 2,25 ua, o excentricitate de 0,17 și o înclinație de 3,1° în raport cu ecliptica.